# Hideki Noda (dramaturge)
 (septembre 2016).
Pour les articles homonymes, voir Hideki Noda.
Hideki Noda (野田 秀樹, Noda Hideki), né le 20 décembre 1955, est un dramaturge, auteur et metteur en scène japonais de plus de quarante pièces, qui a contribué à faire connaître le théâtre japonais moderne à un public international.

## Biographie
Né à Saikai, dans la Préfecture de Nagasaki, le 20 décembre 1955, il fréquente brièvement l'université de Tokyo pour étudier le droit mais ne poursuit pas ses études. Il présente sa première pièce, Rencontre entre l'amour et la mort au cours de sa deuxième année de lycée. En 1981, il présente sa pièce Avènement de la bête pour laquelle il remporte un prix. Cela le fait connaître et en 1993, il est invité à se produite au Festival international d'Édimbourg en Écosse., festiaval auquel il prend également par en 1990. En 2008, il est également nommé directeur artistique du Tokyo Metropolitan Art Space à Ikebukuro et professeur au département des images et des arts à l'université des beaux-arts Tama.
En 1992, Noda se rend à Londres pour étudier le théâtre. Lorsqu'il rentre au Japon, il crée l'entreprise indépendante Noda Plan dans le but de promouvoir et de produire des pièces de théâtre. Il est actuellement tenu en haute estime au sein de la communauté théâtrale japonaise. Le directeur de théâtre japonais Yukio Ninagawa dit de lui : « Hideki Noda est le dramaturge le plus talentueux dans le Japon contemporain ».

## Pièces
Sa première œuvre connue à l'international est Démon rouge qu'il présente pour la première fois au Japon en 1997 puis en anglais au Young Vic à Londres en 2003. La distribution comprend Marcello Magni, Tamzin Griffin et Simon MacGregor, Noda interprétant lui-même le rôle du démon rouge. La pièce est également donnée en thai et en coréen. Chaque version est traduite et retravaillée afin d'être plus attrayante pour chaque culture spécifique. Par exemple, la version thaïlandaise de la pièce inclut une musique qui ne figure ni dans la version originale japonaise ni dans la version anglaise.
L'histoire est celle d'un homme échoué sur une île isolée sans moyen de communiquer d'où il vient. Les insulaires le prennent pour un démon. Le résultat est une comédie d'humour noir qui abordent les thèmes de la tolérance contre la discrimination.
La version en anglais a malheureusement été attaquée par les médias japonais comme n'étant plus le travail de Hideki Noda - la traduction ayant perdu la poésie et le sens de la nuance pour lequel l'original japonais avait été loué. Hideki Noda, tout en ayant étudié à l'étranger, n'est pas connu pour son aisance en anglais et a dû faire traduite et réécrire le texte par les écrivains anglais Roger Pulvers et Matt Wilkinson.
Noda a collaboré avec le dramaturge irlandais Colin Teevan et l'actrice Kathryn Hunter et a produit les versions en anglais de L'abeille (2006) et Le Plongeur (2008) à Londres. Il fait également partie de la distribution pour ces pièces. La version japonaise du Le plongeur est donné à Tokyo en 2009 avec Shinobu Otake.

## Style
Les caractéristiques notables des pièces de Noda sont d'abord, et cela est bien connu au Japon, son utilisation de la langue en termes de limericks et jeux de mots. Il utilise fréquemment une terminologie obsolète et ancienne à partir de morceaux célèbres de la littérature classique comme s'il s'agissait de termes modernes. Cela contribue à créer un monde à part dans lequel ses pièces peuvent exister - en dehors de la réalité du public. Ses pièces, tout en traitant souvent des clichés ou des sujets de tous les jours, essayent de présenter ces thèmes d'une manière nouvelle et son utilisation d'une langue ancienne et bizarre aide à objectiver le thème de la pièce.
Noda est d'abord intéressé à la revitalisation de théâtre japonais et rompt avec le théâtre stylisé nô et kabuki. Son objectif est d'être aussi étrange et amusant que possible en abordant des valeurs, des préoccupations et des questions sociales modernes. Il en résulte une performance visuelle unique de conception et de mouvement très stylisée. Il reprend souvent la littérature classique et les pièces du répertoire japonais et les re-vitalise sous une forme moderne.

## Prix et distinctions
- 1983 - 27e prix Kunio Kishida pour Nokemono Kitarite (野獣降臨（のけものきたりて）?)
- 1985 - Prix Kinokuniya : prix individuel
- 1990 - Prix du festival des arts de l'Agence pour les affaires culturelles pour Sandaime, Richard (三代目、りちゃあど?)
- 1994 - 19e prix Teatoru
- 1998 - 23e prix Kazuo Kikuta pour la direction de Kill (キル?)
- 1999 - 2e prix Nanboku Tsuruya pour Right Eye
- 2000 - 34e prix Kunio Kishida (distinction individuelle), 50e prix du Ministère de l'Éducation et 7e grand prix Yomiuri du théâtre (meilleure pièce) pour beaux-arts (catégorie théâtre) pour la mise en scène de Pandora no Kane (パンドラの鐘, La Cloche de Pandora?)
- 2001 - 1er Grand prix Asahi du spectacle vivant pour Noda-ban Toghi-Tatsu no Utare (野田版　研辰の討たれ?).

## Source de la traduction
- (en) Cet article est partiellement ou en totalité issu de l’article de Wikipédia en anglais intitulé « Noda Hideki (playwright) » (voir la liste des auteurs).